# Passiflora hahnii
Passiflora hahnii es una especie fanerógama de la familia Passifloraceae.

## Clasificación y descripción de la especie
Planta herbácea trepadora, glabra; tallo cilíndrico; estípulas foliáceas, asimétricamente ovado o reniforme-auriculadas, de 0.5 a 1.5 cm de largo y 0.6 a 2 cm de ancho, caedizas, peciolos de 1 a 3 cm de largo, desprovistos de glándulas, hojas peltadas, a 3 a 5 mm de distancia de la base, ampliamente ovadas, de 5 a 10 cm de largo y 3.5 a 8 cm de ancho, enteras a levemente trilobadas hacia el tercio superior; flores solitarias, sobre pedúnculos hasta de 2 cm de largo, brácteas 2 (o raras veces con una tercera más pequeña), de (1)2.5 a 3 cm de largo y (0.8)1.5 a 2 cm de ancho; flores solitarias, blancas o de color crema, de 4 a 6 cm de diámetro; sépalos y pétalos similares entre sí, oblongos, de 2 a 3 cm de largo por 7 a 9 mm de ancho; paracorola formada por 2 series de filamentos amarillos, los exteriores hasta de 1.5 cm de largo, los interiores algo más cortos, capitados; androginóforo de unos 4 mm de largo, anteras de 4.5 mm de largo; estilos de alrededor de 5 mm de largo, estigmas de 1.5 mm de diámetro; fruto globoso, verde a azul-negro, de 3 a 4.5 cm de diámetro, glabro; semillas ovado-oblongas, de 5 a 7 mm de largo por 4 mm de ancho, reticuladas.

## Sinonimia
Passiflora hahnii (E.Fourn.) Mast.

## Distribución de la especie
Esta especie se distribuye del este de México, en los estados de Querétaro y Chiapas, hasta Centroamérica en Venezuela.

## Ambiente terrestre
Se desarrolla en la transición entre el bosque mesófilo de montaña y el bosque tropical subcaducifolio, a una altitud de 800 m s. n. m. y fructifica en abril y mayo.

## Estado de conservación
No se encuentra bajo ningún estatus de protección.